# Siergiej Bortkiewicz
Siergiej Bortkiewicz (ur. 28 lutego 1877 w Charkowie, zm. 25 października 1952 w Wiedniu) – kompozytor muzyki poważnej polskiego pochodzenia.

## Życiorys
Urodził się w szlacheckiej rodzinie polskiego pochodzenia. Ojciec Siergieja – Edward Bortkiewicz był ziemianinem, właścicielem dóbr ziemskich w Artiomówce niedaleko Charkowa. Według Jacka Szulskiego, Edward Bortkiewicz z Gasperyszek był uczestnikiem powstania styczniowego, za co go aresztowano, osądzono i skazano na zesłanie w guberni tomskiej, z pozbawieniem praw i konfiskatą majątku. Matka Siergieja – Zofia Bortkiewicz z d. Uszyńska była pianistką i współzałożycielką Szkoły Muzycznej w Charkowie. Była członkinią rosyjskiego Towarzystwa Muzycznego. W tej szkole stawiał swe pierwsze muzyczne kroki Siergiej Bortkiewicz.
W 1896 Siergiej został studentem petersburskiego konserwatorium. Podobnie jak wcześniej w Charkowie, studia skoncentrował na fortepianie, studiując z pupilem Leszetyckiego – Karlem van Arkiem, a rozszerzając zakres nauki wstąpił do klasy teorii muzyki Anatolija Ladowa. Spełniając prośbę ojca równolegle zapisał się też na studia prawnicze na Uniwersytecie Petersburskim. Zamieszki w 1899 spowodowały czasowe zamknięcie uniwersytetu, co dla Siergieja było równoznaczne z przedłużeniem niechcianych studiów prawniczych o dodatkowy rok. W tej sytuacji zrezygnował z tytułu doktora praw; w konsekwencji tej decyzji trafił do przymusowej służby wojskowej w Regimencie Aleksandra Newskiego. Miał tam możliwość kontynuowania studiów muzycznych w systemie wieczorowym. Służba wojskowa Siergieja nie trwała zbyt długo, bo już w 1900 z przyczyn zdrowotnych został z niej zwolniony i wrócił do rodzinnej posiadłości w Artiomówce. Tam podjął decyzję o kontynuowaniu studiów muzycznych w Niemczech.
Jesienią 1900 został studentem konserwatorium w Lipsku. Studiował tam komponowanie muzyki u Salomona Jadassohna i muzykę fortepianową u ucznia Liszta – Alfreda Reisenauera. Muzyką Liszta Bortkiewicz był urzeczony jeszcze w czasie nauki w Szkole Muzycznej w Charkowie, w Lipsku z równym zachwytem podchodził do jego ucznia.
Studia w lipskim konserwatorium zakończył w lipcu 1902 i na wezwanie rodziców wrócił do Rosji, do swego rodzinnego majątku. Czekały go tam zaręczyny ze szkolną koleżanką jego siostry Elżbietą Heraklitówną. Dwa lata po zaręczynach, w lipcu 1904, wziął z nią ślub (jak wynika z treści jego pamiętnika, traktuje ten życiowy akt bardzo poważnie).
Małżeństwo wpłynęło też na bardziej poważne traktowanie przez niego pracy kompozytorskiej. Komponowanie stało się już pracą, a nie intelektualną rozrywką bogatego młodzieńca. Mimo pierwszych niepowodzeń (jego koncert fortepianowy – Opus 1 zostało zniszczone a Opus 2 – zbiór pieśni opublikowany tylko częściowo) w 1906 w wydawnictwie Daniela Rahtera ukazało się w całości jego Opus 3, życzliwie przyjęte przez krytyków i środowisko muzyczne.
Lato 1904 spędził jeszcze wraz z żoną w Rosji, ale jesienią wyjechał do Berlina, gdzie pozostał do wybuchu I wojny światowej. W tym czasie uczył w konserwatorium Klindwortha-Scharwenki i koncertował, nie tylko w Niemczech, ale prawie w całej Europie: w Wiedniu, Budapeszcie, Paryżu, we Włoszech, a także w Rosji. W czasie koncertów prezentował głównie swoje kompozycje. Zaraz po wybuchu wojny przeżył wielkie rozczarowanie – kiedy on, zdecydowany germanofil, został wstępnie osadzony w areszcie domowym, a następnie deportowany do Rosji. Okres wojny nie wywarł na Siergieju większego piętna, bowiem nawet gdy wojska niemieckie zajęły Charków, to mając wielu przyjaciół wśród niemieckich oficerów mógł się w tej sytuacji czuć w miarę bezpiecznie.
Prawdziwym nieszczęściem dla rodziny Bortkiewiczów stała się dopiero rewolucja i wojna domowa w Rosji. Podczas rewolucji posiadłość w Artiomówce została doszczętnie splądrowana i Bortkiewiczom nie pozostało nic innego, jak opuścić na zawsze rodzinne strony. Siergiej z żoną wyjechali do Sewastopola na Krymie, aby stamtąd uciec z Rosji drogą morską.
Udało się im dostać na statek, którym dotarli do Konstantynopola. Tam początkowo było im bardzo ciężko i dopomógł szczęśliwy przypadek, kiedy udało się im pozyskać sympatię sułtana, któremu spodobały się kompozycje Bortkiewicza zaprezentowane podczas koncertu na dworze sułtańskim przez tureckiego pianistę Ilena Ilegeya. Sympatia ta nabrała wymiaru materialnego przez zarekomendowanie Siergieja osobistościom Konstantynopola. Rekomendacja dała Siergiejowi możliwość udzielania lekcji muzyki córce ambasadora Belgii oraz córce i żonie ambasadora Jugosławii. Wykorzystując te kontakty, Siergiej Bortkiewicz wraz z małżonką wyjechali do Wiednia, gdzie – począwszy od 22 lipca 1922 – pozostali na stałe.
W 1926 uzyskał obywatelstwo austriackie. W Wiedniu był nauczycielem w tamtejszym konserwatorium. W siedemdziesiąta rocznicę urodzin kompozytora i muzyka w Wiedniu zostało powołane Towarzystwo Muzyczne jego imienia.
Zmarł w Wiedniu 25 października 1952 i został pochowany w grobie honorowym na Cmentarzu Centralnym. Wiele jego prac, szczególnie nie opublikowanych, zostało zniszczonych podczas II wojny światowej, tym niemniej zachowane dzieła świadczą niezbicie o wybitnym talencie muzycznym ich autora.

## Ważniejsze dzieła
W dorobku znajdują się m.in.: 
- 3 koncerty fortepianowe (pierwszy B-dur op. 16, najczęściej wykonywany, drugi op. 28 na lewą rękę oraz trzeci c-moll op. 32 „Per aspera ad astra”),
- 2 sonaty fortepianowe,
- preludia na fortepian op. 13, op. 33, op. 40, op. 66
- 2 symfonie,
- opera „Akrobaci” op. 50,
- miniatury fortepianowe, m.in. Ballada cis-moll op. 42, Elegia Cis-dur op. 46, Quatre Morceaux op. 33, Quatre Morceaux op. 65,
- 12 etiud na fortepian.